# Jakub Błaszczykowski
Jakub Błaszczykowskiⓘ, używający również zdrobnienia Kuba (ur. 14 grudnia 1985 w Truskolasach) – polski piłkarz oraz działacz sportowy i społeczny.  
W latach 2006–2023 reprezentant Polski w piłce nożnej, w latach 2010–2014 kapitan drużyny narodowej. Uczestnik Mistrzostw Świata 2018 oraz Mistrzostw Europy 2012 i 2016. Członek Klubu Wybitnego Reprezentanta, zawodnik z najdłuższym stażem, drugi pod kątem liczby występów i jeden z sześciu piłkarzy (obok Grzegorza Laty, Michała Żewłakowa, Roberta Lewandowskiego, Kamila Glika i Grzegorza Krychowiaka), który ma na koncie co najmniej 100 występów w reprezentacji Polski.
Zdobywca mistrzostwa Polski z Wisłą Kraków, dwukrotny zdobywca mistrzostwa Niemiec, a także Pucharu Niemiec i Superpucharu Niemiec oraz finalista Ligi Mistrzów UEFA w barwach Borussii Dortmund. Od 2019 ponownie związany z Wisłą Kraków jako piłkarz i współwłaściciel klubu. Dwukrotny laureat Plebiscytu Piłki Nożnej w kategorii „Piłkarz Roku” (2008, 2010). Za „wybitne osiągnięcia sportowe, za działalność społeczną i charytatywną oraz upowszechnianie i rozwój sportu wśród dzieci i młodzieży” odznaczony Krzyżem Komandorskim Orderu Odrodzenia Polski. Za działalność społeczną wyróżniony ponadto Orderem Uśmiechu, Medalem Świętego Brata Alberta i Odznaką „Honoris Gratia”.

## Kariera klubowa

### Początki
Wychowywał się w niewielkiej miejscowości Truskolasy koło Częstochowy. W wieku czterech lat zaczął grać w piłkę ze swoim starszym o trzy lata bratem Dawidem. Gdy miał siedem lat, rozpoczął treningi w Rakowie Częstochowa, gdzie spędził osiem lat. Latem 2002 trafił do Górnika Zabrze i przez ok. trzy miesiące występował w szkółce piłkarskiej tego klubu. Rozczarowany współpracą z pozostałymi zawodnikami Górnika, wiosną 2003 wrócił do Częstochowy i rozpoczął grę w IV-ligowym KS Częstochowa, a swoją pierwszą bramkę w barwach tego klubu zdobył 25 października 2003 w meczu z rezerwami Górnika Zabrze. Do końca sezonu 2003/2004 trafił jeszcze cztery razy (hat trick w spotkaniu przeciwko GKS Tychy'71 i gol w pojedynku z Szombierkami Bytom). W rundzie jesiennej kolejnego sezonu strzelił sześć bramek.
Był na testach w różnych klubach wyższych lig, m.in. w GKS-ie Bełchatów, Tirolu Innsbruck i Lechu Poznań; był bliski przejścia do tego ostatniego klubu, jednak strony nie doszły do porozumienia w sprawie kontraktu.

### Wisła Kraków
8 lutego 2005 przyjechał na testy do Wisły Kraków, a jego talent dostrzegł czeski trener tego zespołu Verner Lička, dzięki czemu 24 lutego strony podpisały pięcioletni kontrakt. W polskiej ekstraklasie zadebiutował 20 marca 2005, w wygranym 3:1 spotkaniu przeciwko Polonii Warszawa. W sezonie 2004/2005 zdobył mistrzostwo Polski. W tym sezonie został okrzyknięty odkryciem rundy wiosennej oraz zagrał łącznie w 15 meczach, strzelił dwie bramki i zaliczył dwie asysty. Otrzymał także propozycje transferu do kilku zagranicznych klubów, m.in. do Zenitu Petersburg, jednak zostały one odrzucone.
W sezonie 2005/2006 zagrał z Wisłą Kraków w 20 meczach, w których zaliczył łącznie pięć asyst. W 2006 wraz z klubem zdobył wicemistrzostwo Polski, a także został wybrany przez czytelników „Gazety Krakowskiej” najlepszym piłkarzem Małopolski 2006 oraz zdobył piłkarskiego Oscara za rok 2006 w kategorii „najlepszy pomocnik Orange Ekstraklasy” w plebiscycie Canal Plus, w którym wyboru dokonują piłkarze 16 klubów ekstraklasy. W sezonie 2006/2007 zagrał w 32 meczach, strzelił trzy bramki i zaliczył dziewięć asyst.
W barwach Wisły rozegrał w ekstraklasie 51 spotkań, w których strzelił trzy bramki.

### Borussia Dortmund
22 lutego 2007 Wisła Kraków poinformowała, że Błaszczykowski przejdzie po zakończeniu sezonu 2006/2007 do klubu Borussia Dortmund, z którym zawodnik tego samego dnia podpisał czteroletni kontrakt. Transfer kosztował niemiecki klub 3 mln euro. Na prośbę kierownictwa klubu na swojej koszulce piłkarskiej umieścił zdrobnienie swojego imienia, ponieważ Niemcy mieli kłopoty z prawidłowym wymówieniem jego nazwiska. Swój pierwszy (nieoficjalny) mecz w barwach Borussii rozegrał 12 lipca 2007 w Brnie przeciwko belgijskiemu zespołowi RSC Anderlecht, a w trakcie spotkania strzelił swojego pierwszego gola jako gracz niemieckiego klubu. Po tym spotkaniu został uznany za najlepszego piłkarza meczu. 4 sierpnia 2007 zadebiutował oficjalnie jako zawodnik Borussii podczas wygranego 4:1 meczu z 1 FC Magdeburg. 12 sierpnia 2007 w spotkaniu z MSV Duisburg po raz pierwszy zagrał w Bundeslidze, a 25 kwietnia 2008 w meczu przeciwko Eintrachtowi Frankfurt strzelił swojego pierwszego gola w lidze niemieckiej. Sezon zakończył zagraniem w 27 meczach, podczas których strzelił jedną bramkę i zaliczył pięć asyst.
23 lipca 2008 zdobył z Borussią pierwszy w swojej karierze Superpuchar Niemiec – zespół pokonał w finale, na własnym stadionie, 2:1 zespół Bayernu Monachium, a Błaszczykowski w 29. minucie spotkania zdobył pierwszą bramkę meczu. W grudniu 2008 został wybrany przez tygodnik „Piłka Nożna” najlepszym polskim piłkarzem roku. W styczniu 2009 został uznany przez kibiców najlepszym piłkarzem roku Borussii, zdobywając 35% głosów. W sezonie 2008/2009 zagrał w 29 meczach, strzelił trzy gole i zaliczył siedem asyst, a w kolejnym sezonie wystąpił podczas 34 spotkań, strzelił jednego gola i zaliczył cztery asysty.
W sezonie 2010/2011 zdobył z Borussią Dortmund mistrzostwo Niemiec. 20 listopada 2010 podczas meczu z SC Freiburgiem nie trafił piłką do pustej bramki, co było szeroko komentowane w międzynarodowej prasie, a dziennik „The Sun” określił najgorszym pudłem w historii Borussii od 25 lat oraz jednym z najbardziej spektakularnych chybień w historii futbolu. W 2010 ponownie zwyciężył w plebiscycie „Piłki nożnej” w kategorii piłkarz roku. W sezonie 2010/2011 zagrał podczas 37 spotkań, strzelił trzy gole i zaliczył pięć asyst. 13 września 2011 w meczu fazy grupowej przeciwko Arsenalowi (1:1), debiutował w Lidze Mistrzów, a 6 grudnia 2011 w spotkaniu z Olympique Marsylia (2:3) zdobył swoją pierwszą bramkę w tych rozgrywkach. W sezonie 2011/2012 z Borussią Dortmund wygrał rozgrywki Bundesligi oraz zdobył Puchar Niemiec, a także był nominowany do nagrody UEFA dla najlepszego piłkarza sezonu grającego na europejskich stadionach. Zagrał łącznie w 40 meczach, strzelił siedem goli i zaliczył 12 asyst, z czego dwie bramki trafił podczas meczu z HSV Hamburg  w styczniu 2012, za co był chwalony w branżowej prasie. Magazyn „Kicker” w podsumowaniu roku 2012 okrzyknęli go największym dżentlemenem Bundesligi z uwagi na fakt, iż przez 5638 minut gry w ciągu trzech lat nie dostał ani jednej żółtej kartki.
W sezonie 2012/2013 zajął z Borussią Dortmund drugie miejsce w lidze niemieckiej oraz doszedł do finału Ligi Mistrzów. Po tym sezonie, zakończonym rozegraniem 41 meczów oraz strzeleniem 14 bramek i zaliczeniem 15 asyst, przedłużył kontrakt z klubem do 30 czerwca 2018. 27 lipca 2013 po raz drugi w karierze sięgnął po trofeum Superpucharu Niemiec, pokonując w finale zespół Bayernu. 25 stycznia 2014 w meczu ligowym przeciwko FC Augsburg doznał kontuzji kolana (zerwanie więzadeł krzyżowych przednich w lewym kolanie) i od tego czasu rozegrał jedynie 20 meczów, podczas których spędził na boisku raptem 966 minut; nie licząc kilkuminutowej gry podczas towarzyskiego meczu ze Śląskiem Wrocław w sierpniu, powrócił do gry 9 grudnia w 84. minucie spotkania z Anderlechtem Bruksela.

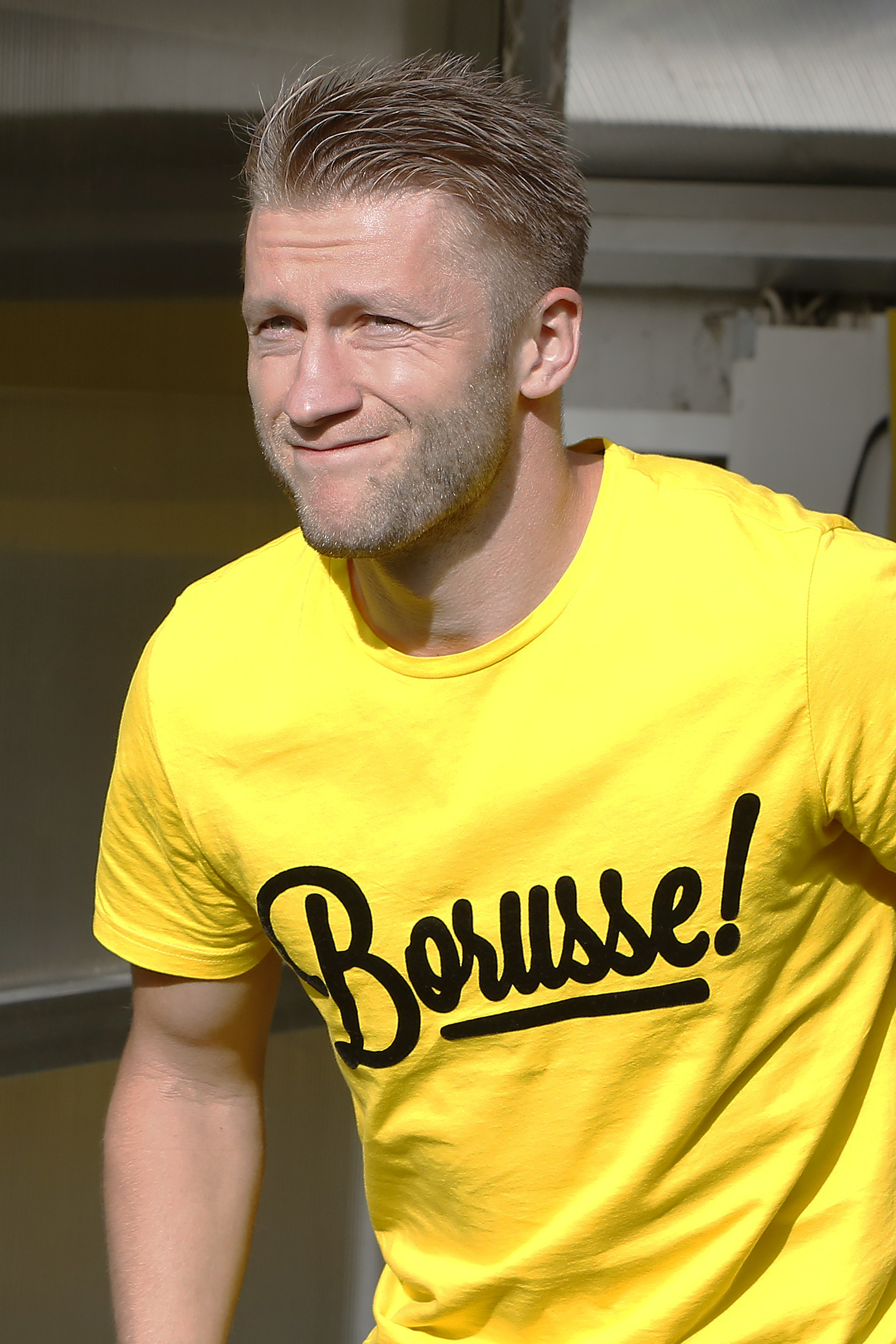
Błaszczykowski jako piłkarz Borussii Dortmund (2014)

Po sezonie 2014/2015 w Dortmundzie doszło do zmiany trenera, a Błaszczykowski doznał dwóch urazów podczas okresu przygotowawczego, w związku z czym nie wystąpił w żadnym z ośmiu oficjalnych spotkań Borussii Dortmund w kolejnym sezonie. Trudna sytuacja i składający się na nią brak regularnych występów zmusił go do opuszczenia klubu po ośmiu latach gry i udania się na wypożyczenie. Łącznie w barwach Borussii Dortmund rozegrał 253 mecze, w których strzelił 32 gole i zanotował 52 asysty. Dzięki boiskowej waleczności i przywiązaniu do klubowych barw zyskał sobie uznanie i szacunek tamtejszych kibiców; pozostawał w niemieckim zespole mimo ofert ze strony Juventusu (2013) czy lokalnego rywala Schalke 04 (2015). W zespole BVB przez pewien okres występował także z innymi reprezentantami Polski – w 2007 dzielił klubową szatnię z Euzebiuszem Smolarkiem, a od 2010 po przyjściu do klubu Lewandowskiego i Piszczka tworzył z nimi doskonale współpracujący na boisku i uwielbiany przez kibiców kolektyw, często nazywany „polskim trio z Dortmundu”.
7 września 2024, w ramach okolicznościowego meczu gwiazd piłki nożnej „Tschüssikowski” - rozegranego w Dortmundzie – wspólnie z Łukaszem Piszczkiem i Matsem Hummelsem został oficjalnie pożegnany przez Borussię Dortmund.

### ACF Fiorentina

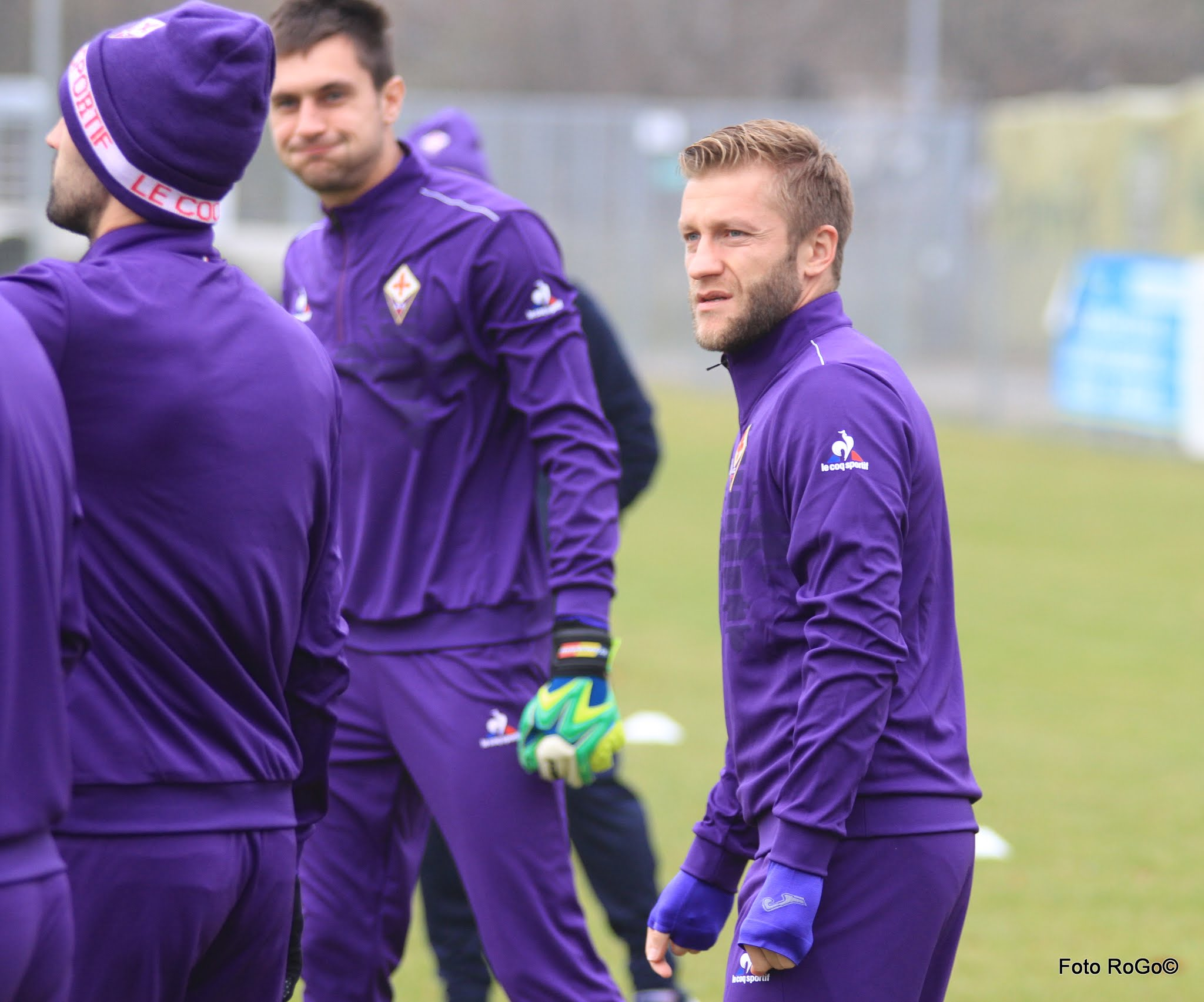
Błaszczykowski podczas treningu Fiorentiny (2015)

31 sierpnia 2015 w ostatnim dniu letniego okienka transferowego został zawodnikiem włoskiej Fiorentiny, do której trafił z Borussii Dortmund na zasadzie rocznego wypożyczenia z opcją pierwokupu. W Serie A zadebiutował 12 września 2015 w wygranym 1:0 meczu ACF Fiorentina – Genoa CFC, a swoje premierowe trafienie na włoskich boiskach zanotował 23 września 2015 w wygranym 2:0 meczu z Bolonią – strzelił gola w 71. minucie, zdobywając pierwszą bramkę meczu. Drugą bramkę dla Fiorentiny strzelił 6 stycznia 2016, ustalając na 3:1 wynik wyjazdowego spotkania z US Palermo. Z Violą zagrał także w fazie grupowej Ligi Europy, gdzie rywalizował m.in. z Lechem Poznań. W barwach ACF rozegrał łącznie 20 spotkań, w których strzelił dwie bramki i zanotował cztery asysty.

### VfL Wolfsburg
Po powrocie z wypożyczenia nie został uwzględniony w planach trenera Thomasa Tuchela, więc zmuszony był poszukiwać nowego zespołu. Wybór padł na niemiecki VfL Wolfsburg, który zapłacił za reprezentanta Polski 5 mln euro. 1 sierpnia 2016 podpisał trzyletni kontrakt z klubem. W Wolfsburgu oficjalnie zadebiutował 20 sierpnia 2016, w wygranym 2:1, meczu pierwszej rundy Pucharu Niemiec przeciwko FSV Frankfurt. 17 września 2016 w meczu z TSG 1899 Hoffenheim (0:0) zanotował swój 200. występ w Bundeslidze. W tym meczu wystąpił z opaską kapitana VfL. 18 lutego 2017 przed rozpoczęciem wyjazdowego, ligowego meczu z Borussią Dortmund, został oficjalnie pożegnany przez władze i kibiców BVB. Prezydent klubu Hans-Joachim Watzke wraz z dyrektorem sportowym Michaelem Zorcem wręczyli swojemu byłemu zawodnikowi bukiet kwiatów oraz pamiątkowy kolaż ze zdjęć ukazujących najlepsze momenty polskiego pomocnika w drużynie z Dortmundu. Fani Borussii podziękowali mu za lata gry, bijąc brawo i skandując głośno jego imię. 15 października 2017, zapewniając drużynie remis, 2:2, w wyjazdowym spotkaniu z Bayerem 04 Leverkusen, zdobył swoją jedyną bramkę dla Wolfsburga. Od listopada 2017 cierpiał na przewlekłe bóle pleców, które uniemożliwiały mu trenowanie. Leczony był w Niemczech, a także w Polsce, gdzie rehabilitował się pod okiem fizjoterapeuty Leszka Dyi. Do gry powrócił 28 kwietnia 2018, rozgrywając 75 minut w meczu z Hamburgerem SV (1:3). 3 stycznia 2019 rozwiązał kontrakt za porozumieniem stron.

### Powrót do Wisły Kraków
W styczniu 2019 powrócił do Wisły Kraków, pogrążonej w kłopotach finansowych. Wspomógł klub pożyczką w wysokości 1,33 mln zł, a 7 lutego podpisał z nim półroczny kontrakt. Zgodnie z warunkami umowy zarabiał 500 zł miesięcznie, a całą kwotę zobowiązał się przekazać na zakup biletów dla dzieci z domów dziecka. W sezonie 2018/2019 wystąpił w ośmiu spotkaniach i strzelił pięć bramek.
Od sierpnia 2021 do kwietnia 2023 nie zaliczył żadnego występu dla „Białej Gwiazdy”, z powodu urazu kolana i późniejszego leczenia, aż 20 maja 2023 wrócił na boisko, wchodząc w 82. minucie meczu I ligi przeciwko Podbeskidziu Bielsko-Biała.
20 lipca 2023 przekazał informacje o zakończeniu piłkarskiej kariery. Krakowski klub poinformował, że zamierza pożegnać i uhonorować Błaszczykowskiego 5 sierpnia, przy okazji pierwszego spotkania w nowym sezonie rozgrywanego na własnym stadionie przeciwko Stali Rzeszów.

## Kariera reprezentacyjna

### Polska U-19
W reprezentacji Polski U-19 zadebiutował 30 marca 2004 w spotkaniu z Litwą. Wystąpił w dwóch meczach półfinałowego turnieju eliminacyjnego Mistrzostw Europy U-19, ze Szkocją i z Finlandią. W sumie w barwach reprezentacji do lat 19 wystąpił w ośmiu meczach. Był powołany na Mistrzostwa Europy U-19 2004 w Szwajcarii, zagrał na nich w jednym meczu z Hiszpanią.

### Polska U-21

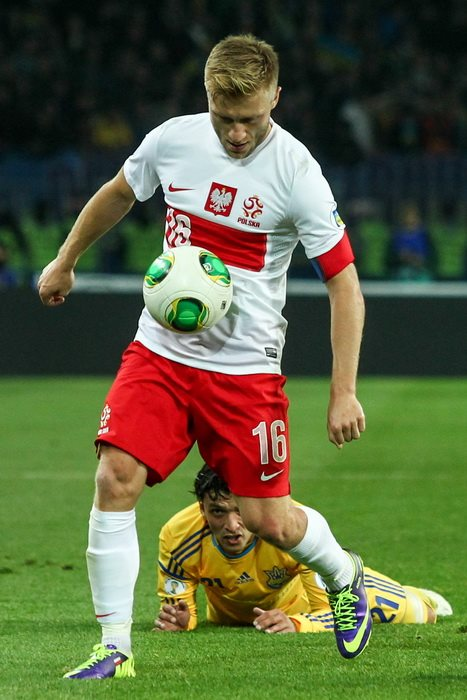
Błaszczykowski jako kapitan reprezentacji Polski (2013)

W reprezentacji reprezentacji młodzieżowej U-21, prowadzonej przez Władysława Żmudę, zadebiutował 3 czerwca 2005 w spotkaniu rundy eliminacyjnej Mistrzostw Europy U-21 z Azerbejdżanem. Był powołany również na następny mecz eliminacji, ale nie mógł w nim wystąpić z powodu kontuzji stopy, której doznał podczas meczu Wisły Kraków z Panathinaikosem.
28 lutego 2006 zagrał w spotkaniu reprezentacji do lat 21 z Hiszpanią, a mimo przegranego meczu został wyróżniony przez trenera Andrzeja Zamilskiego za swoją postawę na boisku. 16 sierpnia zdobył bramkę w pierwszym meczu eliminacji młodzieżowych mistrzostw Europy z Łotwą, po którego rozegraniu Zamilski również go wyróżnił. Nie zagrał w drugim, ostatnim spotkaniu grupy eliminacyjnej z Portugalii, ponieważ został powołany do pierwszej reprezentacji Polski na mecz eliminacji Euro 2008.

### Polska
Do reprezentacji seniorskiej dołączył 6 grudnia 2005 w spotkaniu kadry B przeciwko Szkocji. W pierwszej reprezentacji zadebiutował 28 marca 2006 w towarzyskim meczu z Arabią Saudyjską w Rijadzie (wygranym 2:1). Ówczesny selekcjoner Paweł Janas zamierzał powołać Błaszczykowskiego do 23-osobowej kadry na turniej finałowy Mistrzostw Świata 2006, jednak z powodu urazu pleców do tego nie doszło. Podobna sytuacja miała miejsce dwa lata później za kadencji Leo Beenhakkera, kiedy to znalazł się w drużynie na Euro 2008, jednak kolejna kontuzja spowodowała, że jego miejsce w reprezentacji zajął Łukasz Piszczek.
Swoją pierwszą bramkę dla reprezentacji Polski zdobył 22 sierpnia 2007 w zremisowanym 2:2 towarzyskim spotkaniu z Rosją w Moskwie. 11 października 2008 w meczu eliminacyjnym do Mistrzostw Świata 2010 przeciwko Czechom przyczynił się do zwycięstwa Polski (2:1), asystując przy bramce Pawła Brożka oraz strzelając drugiego gola.
17 listopada 2010 zadebiutował w roli kapitana reprezentacji podczas meczu z Wybrzeżem Kości Słoniowej (wygranym 3:1). 10 sierpnia 2011 strzelił jedyną bramkę w towarzyskim meczu z Gruzją. Został powołany przez Franciszka Smudę do kadry reprezentacji Polski na Euro 2012, gdzie zagrał we wszystkich trzech meczach fazy grupowej. 8 czerwca 2012 w meczu inaugurującym turniej, z Grecją, zakończonym remisem 1:1, asystował przy bramce zdobytej przez Roberta Lewandowskiego na 1:0 w 17. minucie spotkania. W drugim spotkaniu przeciwko Rosji strzelił jedynego gola dla Polaków, ustalając wynik meczu na 1:1.

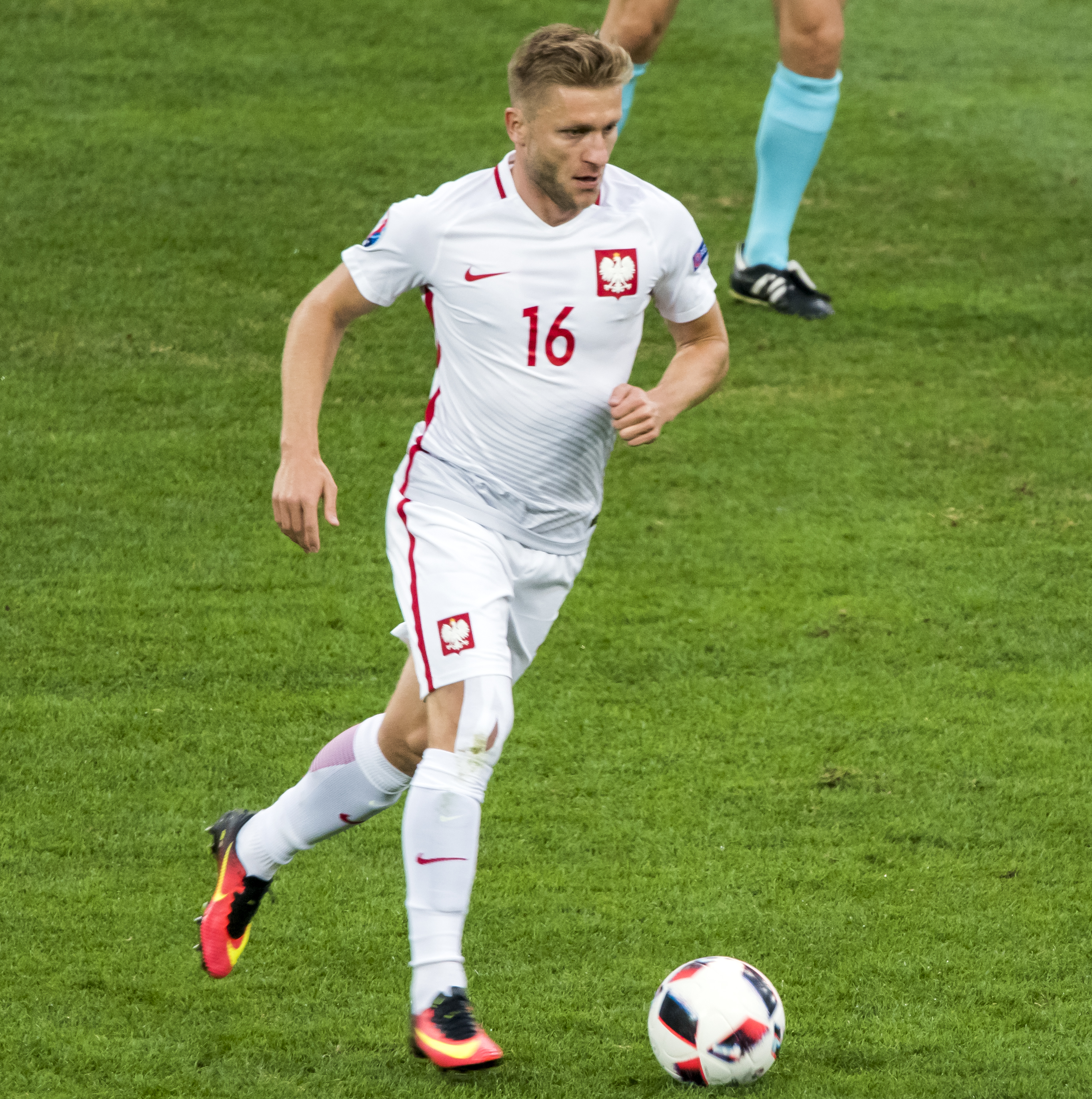
Błaszczykowski podczas Euro 2016

22 marca 2013 w meczu z Ukrainą rozegrał 60. spotkanie w barwach reprezentacji Polski i dołączył do Klubu Wybitnego Reprezentanta.
W 2014 z powodu kontuzji nie wystąpił w żadnym meczu polskiej kadry narodowej. 9 grudnia 2014 selekcjoner Adam Nawałka poinformował, że opaskę kapitana reprezentacji Polski przejmie na stałe Robert Lewandowski. W czerwcu 2015 po prawie dwóch latach przerwy powrócił do kadry. 13 czerwca 2015 w szóstym meczu eliminacyjnym do Mistrzostw Europy 2016 wszedł na boisko w 63. minucie meczu z Gruzją, zmieniając Sławomira Peszkę. W doliczonym czasie gry zaliczył asystę przy drugiej bramce Roberta Lewandowskiego.

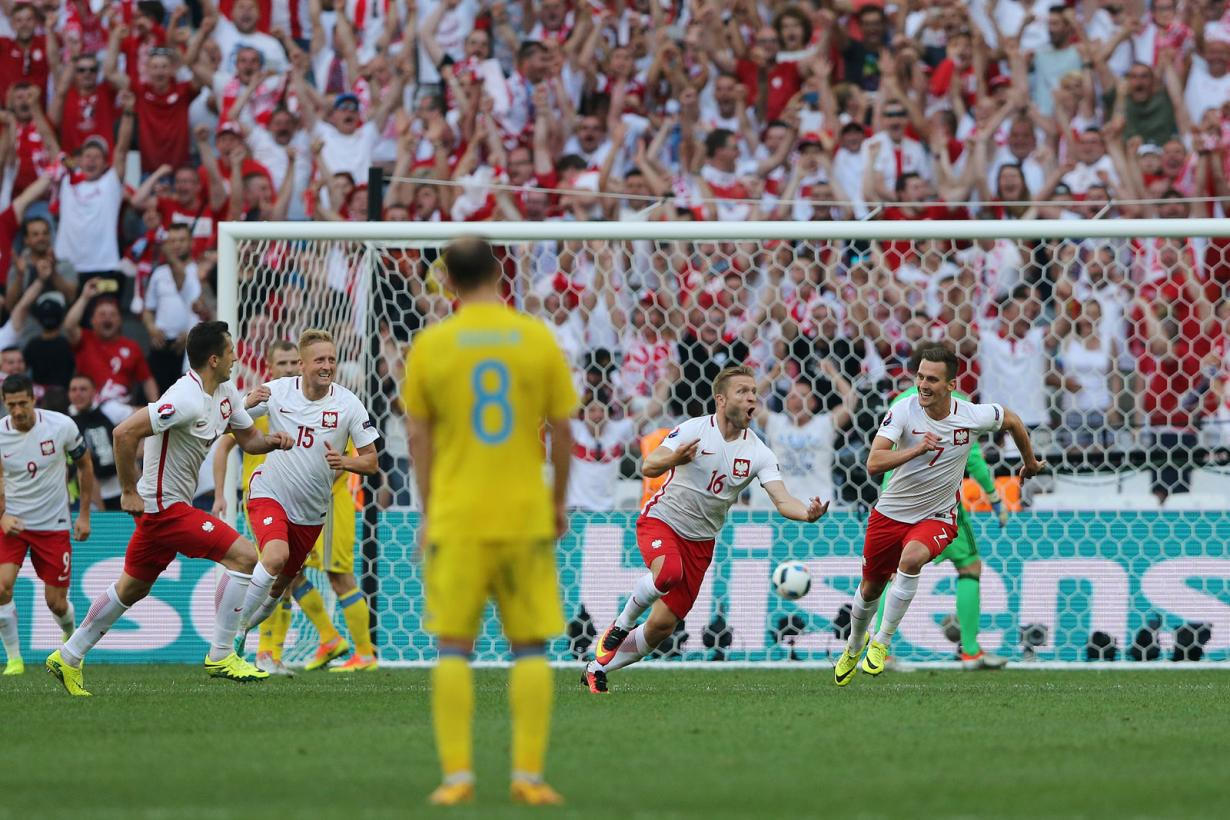
Reprezentanci Polski po zdobyciu zwycięskiego gola przez Jakuba Błaszczykowskiego (54') w meczu przeciwko Ukrainie na ME 2016

12 maja 2016 został powołany przez selekcjonera Adama Nawałkę do szerokiej kadry na Mistrzostwa Europy 2016 we Francji. 30 maja 2016 selekcjoner oficjalnie powołał go do ścisłego składu na turniej. Podczas finałów Euro 2016 jako jeden z liderów drużyny zagrał we wszystkich pięciu meczach reprezentacji, czterokrotnie wychodząc w podstawowym składzie, i strzelił dwie bramki: zwycięską w meczu z Ukrainą (1:0, w meczu tym wszedł po przerwie) oraz dającą Polsce prowadzenie w wygranym, po rzutach karnych, meczu ze Szwajcarią. Zanotował także asystę przy zwycięskim golu Arkadiusza Milika w pierwszym meczu fazy grupowej z Irlandią Północną (1:0). Reprezentacja Polski ostatecznie dotarła wówczas do ćwierćfinału turnieju, gdzie po remisie 1:1 uległa w konkursie rzutów karnych, późniejszemu Mistrzowi Europy – Portugalii po tym, jak Błaszczykowski nie wykorzystał jedenastki. Ćwierćfinał okazał się najlepszym wynikiem, jaki Polska kiedykolwiek osiągnęła na Mistrzostwach Europy. 8 lipca 2016, w głosowaniu „Przeglądu Sportowego” został uznany przez kibiców najlepszym polskim piłkarzem Euro 2016.
Był jedną z wiodących postaci drużyny, która z pierwszego miejsca w grupie E awansowała na Mistrzostwa Świata 2018 rozgrywane w Rosji. W eliminacjach wystąpił we wszystkich 10 spotkaniach, strzelając jedną bramkę i notując trzy asysty. 4 czerwca 2018 selekcjoner Adam Nawałka oficjalnie powołał go do składu na Mistrzostwa Świata 2018. 19 czerwca 2018, wychodząc w podstawowym składzie na pierwszy mecz fazy grupowej turnieju z Senegalem (1:2), rozegrał swoje 100. spotkanie w reprezentacji Polski. Był to jego jedyny występ na Mundialu, na którym Polska odpadła z rywalizacji po fazie grupowej.
27 sierpnia 2018 nowy selekcjoner, Jerzy Brzęczek, powołał go do kadry na mecz Ligi Narodów z Włochami oraz towarzyski z Irlandią. W obu spotkaniach wystąpił w podstawowym składzie. 11 października 2018 w meczu Ligi Narodów przeciwko Portugalii zdobył bramkę na 2:3.
Od 2019 do 2022 nie występował w kadrze narodowej. 27 kwietnia 2023 prezes PZPN Cezary Kulesza potwierdził, że rozgrywany 16 czerwca 2023 mecz towarzyski przeciwko Niemcom na Stadionie Narodowym będzie oficjalnym pożegnaniem Jakuba Błaszczykowskiego z reprezentacją. 14 czerwca 2023 dołączył do przygotowującej się do tegoż spotkania kadry narodowej, a dzień później wraz z selekcjonerem Fernando Santosem wziął udział w konferencji przedmeczowej. W meczu z Niemcami Błaszczykowski wystąpił przez pierwsze szesnaście minut, jako kapitan drużyny narodowej. Schodząc z boiska został pożegnany owacją na stojąco przez kibiców oraz szpalerem, który utworzyli piłkarze Polski i Niemiec.

## Statystyki

### Klubowe
(aktualne na dzień 11 czerwca 2022)
| Klub                  | Sezon              | Liga               | Liga  | Liga   | Puchary krajowe | Puchary krajowe | Europa | Europa | Inne  | Inne   | Suma  | Suma   |
| Klub                  | Sezon              | Liga               | Mecze | Bramki | Mecze           | Bramki          | Mecze  | Bramki | Mecze | Bramki | Mecze | Bramki |
| --------------------- | ------------------ | ------------------ | ----- | ------ | --------------- | --------------- | ------ | ------ | ----- | ------ | ----- | ------ |
| KS Częstochowa        | 2002/03            | IV liga            | 2     | 0      | –               | –               | –      | –      | –     | –      | 2     | 0      |
| KS Częstochowa        | 2003/04            | IV liga            | 13    | 5      | –               | –               | –      | –      | –     | –      | 13    | 5      |
| KS Częstochowa        | 2004/05            | IV liga            | 9     | 6      | –               | –               | –      | –      | –     | –      | 9     | 6      |
| KS Częstochowa        | Ogólnie            | Ogólnie            | 24    | 11     | 0               | 0               | 0      | 0      | 0     | 0      | 24    | 11     |
| Wisła Kraków          | 2004/05            | I liga             | 11    | 1      | 4               | 1               | –      | –      | –     | –      | 15    | 2      |
| Wisła Kraków          | 2005/06            | I liga             | 17    | 0      | 2               | 0               | 1      | 0      | –     | –      | 20    | 0      |
| Wisła Kraków          | 2006/07            | I liga             | 23    | 2      | 1               | 1               | 8      | 0      | –     | –      | 32    | 3      |
| Wisła Kraków          | Ogólnie            | Ogólnie            | 51    | 3      | 7               | 2               | 9      | 0      | 0     | 0      | 67    | 5      |
| Borussia Dortmund     | 2007/08            | Bundesliga         | 24    | 1      | 3               | 0               | –      | –      | –     | –      | 27    | 1      |
| Borussia Dortmund     | 2008/09            | Bundesliga         | 27    | 3      | –               | –               | 2      | 0      | –     | –      | 29    | 3      |
| Borussia Dortmund     | 2009/10            | Bundesliga         | 32    | 1      | 2               | 0               | –      | –      | –     | –      | 34    | 1      |
| Borussia Dortmund     | 2010/11            | Bundesliga         | 29    | 3      | 1               | 0               | 7      | 0      | –     | –      | 37    | 3      |
| Borussia Dortmund     | 2011/12            | Bundesliga         | 29    | 6      | 6               | 0               | 5      | 1      | –     | –      | 40    | 7      |
| Borussia Dortmund     | 2012/13            | Bundesliga         | 27    | 11     | 4               | 2               | 10     | 1      | –     | –      | 41    | 14     |
| Borussia Dortmund     | 2013/14            | Bundesliga         | 16    | 2      | 3               | 0               | 6      | 1      | –     | –      | 25    | 3      |
| Borussia Dortmund     | 2014/15            | Bundesliga         | 13    | 0      | 4               | 0               | 3      | 0      | –     | –      | 20    | 0      |
| Borussia Dortmund     | Ogólnie            | Ogólnie            | 197   | 27     | 23              | 2               | 33     | 3      | 0     | 0      | 253   | 32     |
| ACF Fiorentina (wyp.) | 2015/16            | Serie A            | 15    | 2      | –               | –               | 5      | 0      | –     | –      | 20    | 2      |
| ACF Fiorentina (wyp.) | Ogólnie            | Ogólnie            | 15    | 2      | 0               | 0               | 5      | 0      | 0     | 0      | 20    | 2      |
| VfL Wolfsburg         | 2016/17            | Bundesliga         | 28    | 0      | 2               | 0               | –      | –      | –     | –      | 30    | 0      |
| VfL Wolfsburg         | 2017/18            | Bundesliga         | 9     | 1      | 2               | 0               | –      | –      | 2     | 0      | 13    | 1      |
| VfL Wolfsburg         | 2018/19            | Bundesliga         | 1     | 0      | 1               | 0               | –      | –      | –     | –      | 2     | 0      |
| VfL Wolfsburg         | Ogólnie            | Ogólnie            | 38    | 1      | 5               | 0               | 0      | 0      | 2     | 0      | 45    | 1      |
| Wisła Kraków          | 2018/19            | Ekstraklasa        | 8     | 5      | –               | –               | –      | –      | –     | –      | 8     | 5      |
| Wisła Kraków          | 2019/20            | Ekstraklasa        | 22    | 7      | –               | –               | –      | –      | –     | –      | 22    | 7      |
| Wisła Kraków          | 2020/21            | Ekstraklasa        | 16    | 4      | –               | –               | –      | –      | –     | –      | 16    | 4      |
| Wisła Kraków          | 2021/22            | Ekstraklasa        | 2     | 0      | –               | –               | –      | –      | –     | –      | 2     | 0      |
| Wisła Kraków          | Ogólnie            | Ogólnie            | 48    | 16     | 0               | 0               | 0      | 0      | 0     | 0      | 48    | 16     |
| Ogólnie w karierze    | Ogólnie w karierze | Ogólnie w karierze | 373   | 60     | 35              | 4               | 47     | 3      | 2     | 0      | 437   | 67     |

### Reprezentacyjne

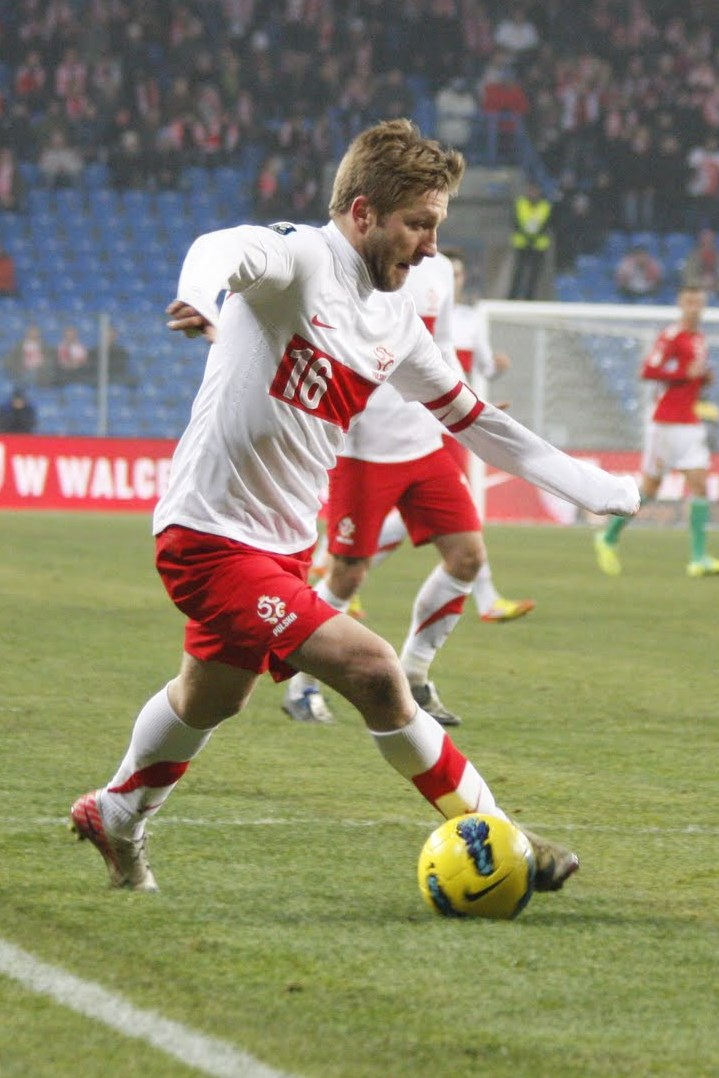
Jakub Błaszczykowski w meczu przeciwko Węgrom w 2011 r.

(aktualne na dzień 16 czerwca 2023)
| Reprezentacja | Rok  | Mecze | Bramki |
| ------------- | ---- | ----- | ------ |
| Polska        |      |       |        |
| 2006          | 6    | 0     |        |
| 2007          | 7    | 1     |        |
| 2008          | 6    | 1     |        |
| 2009          | 8    | 0     |        |
| 2010          | 9    | 2     |        |
| 2011          | 12   | 4     |        |
| 2012          | 10   | 4     |        |
| 2013          | 10   | 2     |        |
| 2015          | 7    | 1     |        |
| 2016          | 14   | 3     |        |
| 2017          | 8    | 1     |        |
| 2018          | 8    | 2     |        |
| 2019          | 3    | 0     |        |
| 2023          | 1    | 0     |        |
| Suma          | Suma | 109   | 21     |

| Mecze i gole w reprezentacji | Mecze i gole w reprezentacji | Mecze i gole w reprezentacji | Mecze i gole w reprezentacji | Mecze i gole w reprezentacji | Mecze i gole w reprezentacji | Mecze i gole w reprezentacji         |
| Lp.                          | Data                         | Miejsce                      | Przeciwnik                   | Gol                          | Wynik                        | Rozgrywki                            |
| ---------------------------- | ---------------------------- | ---------------------------- | ---------------------------- | ---------------------------- | ---------------------------- | ------------------------------------ |
| 1.                           | 28.03.2006                   | Rijad                        | Arabia Saudyjska             |                              | 2:1                          | towarzyski                           |
| 2.                           | 02.09.2006                   | Bydgoszcz                    | Finlandia                    |                              | 1:3                          | el. ME 2008                          |
| 3.                           | 06.09.2006                   | Warszawa                     | Serbia                       |                              | 1:1                          | el. ME 2008                          |
| 4.                           | 07.10.2006                   | Ałmaty                       | Kazachstan                   |                              | 1:0                          | el. ME 2008                          |
| 5.                           | 11.10.2006                   | Chorzów                      | Portugalia                   |                              | 2:1                          | el. ME 2008                          |
| 6.                           | 15.11.2006                   | Bruksela                     | Belgia                       |                              | 1:0                          | el. ME 2008                          |
| 7.                           | 28.03.2007                   | Kielce                       | Armenia                      |                              | 1:0                          | el. ME 2008                          |
| 8.                           | 02.06.2007                   | Baku                         | Azerbejdżan                  |                              | 3:1                          | el. ME 2008                          |
| 9.                           | 06.06.2007                   | Erywań                       | Armenia                      |                              | 0:1                          | el. ME 2008                          |
| 10.                          | 22.08.2007                   | Moskwa                       | Rosja                        | Gol                          | 2:2                          | towarzyski                           |
| 11.                          | 08.09.2007                   | Lizbona                      | Portugalia                   |                              | 2:2                          | el. ME 2008                          |
| 12.                          | 12.09.2007                   | Helsinki                     | Finlandia                    |                              | 0:0                          | el. ME 2008                          |
| 13.                          | 17.11.2007                   | Chorzów                      | Belgia                       |                              | 2:0                          | el. ME 2008                          |
| 14.                          | 20.08.2008                   | Lwów                         | Ukraina                      |                              | 0:1                          | towarzyski                           |
| 15.                          | 06.09.2008                   | Wrocław                      | Słowenia                     |                              | 1:1                          | el. MŚ 2010                          |
| 16.                          | 10.09.2008                   | Serravalle                   | San Marino                   |                              | 2:0                          | el. MŚ 2010                          |
| 17.                          | 11.10.2008                   | Chorzów                      | Czechy                       | Gol                          | 2:1                          | el. MŚ 2010                          |
| 18.                          | 15.10.2008                   | Bratysława                   | Słowacja                     |                              | 1:2                          | el. MŚ 2010                          |
| 19.                          | 19.11.2008                   | Dublin                       | Irlandia                     |                              | 3:2                          | towarzyski                           |
| 20.                          | 28.03.2009                   | Belfast                      | Irlandia Północna            |                              | 2:3                          | el. MŚ 2010                          |
| 21.                          | 01.04.2009                   | Kielce                       | San Marino                   |                              | 10:0                         | el. MŚ 2010                          |
| 22.                          | 12.08.2009                   | Bydgoszcz                    | Grecja                       |                              | 2:0                          | towarzyski                           |
| 23.                          | 05.09.2009                   | Chorzów                      | Irlandia Północna            |                              | 1:1                          | el. MŚ 2010                          |
| 24.                          | 09.09.2009                   | Maribor                      | Słowenia                     |                              | 0:3                          | el. MŚ 2010                          |
| 25.                          | 10.10.2009                   | Praga                        | Czechy                       |                              | 0:2                          | el. MŚ 2010                          |
| 26.                          | 14.10.2009                   | Chorzów                      | Słowacja                     |                              | 0:1                          | el. MŚ 2010                          |
| 27.                          | 14.11.2009                   | Warszawa                     | Rumunia                      |                              | 0:1                          | towarzyski                           |
| 28.                          | 03.03.2010                   | Warszawa                     | Bułgaria                     | Gol                          | 2:0                          | towarzyski                           |
| 29.                          | 29.05.2010                   | Kielce                       | Finlandia                    |                              | 0:0                          | towarzyski                           |
| 30.                          | 02.06.2010                   | Kufstein                     | Serbia                       |                              | 0:0                          | towarzyski                           |
| 31.                          | 08.06.2010                   | Murcja                       | Hiszpania                    |                              | 0:6                          | towarzyski                           |
| 32.                          | 11.08.2010                   | Szczecin                     | Kamerun                      |                              | 0:3                          | towarzyski                           |
| 33.                          | 04.09.2010                   | Łódź                         | Ukraina                      |                              | 1:1                          | towarzyski                           |
| 34.                          | 07.09.2010                   | Kraków                       | Australia                    |                              | 1:2                          | towarzyski                           |
| 35.                          | 09.10.2010                   | Chicago                      | Stany Zjednoczone            | Gol                          | 2:2                          | towarzyski                           |
| 36.                          | 17.11.2010                   | Poznań                       | Wybrzeże Kości Słoniowej     |                              | 3:1                          | towarzyski                           |
| 37.                          | 09.02.2011                   | Faro                         | Norwegia                     |                              | 1:0                          | towarzyski                           |
| 38.                          | 25.03.2011                   | Kowno                        | Litwa                        |                              | 0:2                          | towarzyski                           |
| 39.                          | 29.03.2011                   | Pireus                       | Grecja                       |                              | 0:0                          | towarzyski                           |
| 40.                          | 05.06.2011                   | Warszawa                     | Argentyna                    |                              | 2:1                          | towarzyski                           |
| 41.                          | 09.06.2011                   | Warszawa                     | Francja                      |                              | 0:1                          | towarzyski                           |
| 42.                          | 10.08.2011                   | Lubin                        | Gruzja                       | Gol                          | 1:0                          | towarzyski                           |
| 43.                          | 02.09.2011                   | Warszawa                     | Meksyk                       |                              | 1:1                          | towarzyski                           |
| 44.                          | 06.09.2011                   | Gdańsk                       | Niemcy                       | Gol                          | 2:2                          | towarzyski                           |
| 45.                          | 07.10.2011                   | Seul                         | Korea Południowa             | Gol                          | 2:2                          | towarzyski, (nieuznawany przez FIFA) |
| 46.                          | 11.10.2011                   | Wiesbaden                    | Białoruś                     | Gol                          | 2:0                          | towarzyski                           |
| 47.                          | 11.11.2011                   | Wrocław                      | Włochy                       |                              | 0:2                          | towarzyski                           |
| 48.                          | 15.11.2011                   | Poznań                       | Węgry                        |                              | 2:1                          | towarzyski                           |
| 49.                          | 29.02.2012                   | Warszawa                     | Portugalia                   |                              | 0:0                          | towarzyski                           |
| 50.                          | 26.05.2012                   | Klagenfurt                   | Słowacja                     |                              | 1:0                          | towarzyski                           |
| 51.                          | 02.06.2012                   | Warszawa                     | Andora                       | Gol                          | 4:0                          | towarzyski                           |
| 52.                          | 08.06.2012                   | Warszawa                     | Grecja                       |                              | 1:1                          | ME 2012                              |
| 53.                          | 12.06.2012                   | Warszawa                     | Rosja                        | Gol                          | 1:1                          | ME 2012                              |
| 54.                          | 16.06.2012                   | Wrocław                      | Czechy                       |                              | 0:1                          | ME 2012                              |
| 55.                          | 15.08.2012                   | Tallinn                      | Estonia                      |                              | 0:1                          | towarzyski                           |
| 56.                          | 07.09.2012                   | Podgorica                    | Czarnogóra                   | Gol                          | 2:2                          | el. MŚ 2014                          |
| 57.                          | 11.09.2012                   | Wrocław                      | Mołdawia                     | Gol                          | 2:0                          | el. MŚ 2014                          |
| 58.                          | 14.11.2012                   | Gdańsk                       | Urugwaj                      |                              | 1:3                          | towarzyski                           |
| 59.                          | 06.02.2013                   | Dublin                       | Irlandia                     |                              | 0:2                          | towarzyski                           |
| 60.                          | 22.03.2013                   | Warszawa                     | Ukraina                      |                              | 1:3                          | el. MŚ 2014                          |
| 61.                          | 07.06.2013                   | Kiszyniów                    | Mołdawia                     | Gol                          | 1:1                          | el. MŚ 2014                          |
| 62.                          | 14.08.2013                   | Gdańsk                       | Dania                        |                              | 3:2                          | towarzyski                           |
| 63.                          | 06.09.2013                   | Warszawa                     | Czarnogóra                   |                              | 1:1                          | el. MŚ 2014                          |
| 64.                          | 10.09.2013                   | Serravalle                   | San Marino                   | Gol                          | 5:1                          | el. MŚ 2014                          |
| 65.                          | 11.10.2013                   | Charków                      | Ukraina                      |                              | 0:1                          | el. MŚ 2014                          |
| 66.                          | 15.10.2013                   | Londyn                       | Anglia                       |                              | 0:2                          | el. MŚ 2014                          |
| 67.                          | 15.11.2013                   | Wrocław                      | Słowacja                     |                              | 0:2                          | towarzyski                           |
| 68.                          | 19.11.2013                   | Poznań                       | Irlandia                     |                              | 0:0                          | towarzyski                           |
| 69.                          | 13.06.2015                   | Warszawa                     | Gruzja                       |                              | 4:0                          | el. ME 2016                          |
| 70.                          | 16.06.2015                   | Gdańsk                       | Grecja                       |                              | 0:0                          | towarzyski                           |
| 71.                          | 04.09.2015                   | Frankfurt nad Menem          | Niemcy                       |                              | 1:3                          | el. ME 2016                          |
| 72.                          | 07.09.2015                   | Warszawa                     | Gibraltar                    | Gol                          | 8:1                          | el. ME 2016                          |
| 73.                          | 08.10.2015                   | Glasgow                      | Szkocja                      |                              | 2:2                          | el. ME 2016                          |
| 74.                          | 11.10.2015                   | Warszawa                     | Irlandia                     |                              | 2:1                          | el. ME 2016                          |
| 75.                          | 13.11.2015                   | Warszawa                     | Islandia                     |                              | 4:2                          | towarzyski                           |
| 76.                          | 23.03.2016                   | Poznań                       | Serbia                       | Gol                          | 1:0                          | towarzyski                           |
| 77.                          | 26.03.2016                   | Wrocław                      | Finlandia                    |                              | 5:0                          | towarzyski                           |
| 78.                          | 01.06.2016                   | Gdańsk                       | Holandia                     |                              | 1:2                          | towarzyski                           |
| 79.                          | 06.06.2016                   | Kraków                       | Litwa                        |                              | 0:0                          | towarzyski                           |
| 80.                          | 12.06.2016                   | Nicea                        | Irlandia Północna            |                              | 1:0                          | ME 2016                              |
| 81.                          | 16.06.2016                   | Saint-Denis                  | Niemcy                       |                              | 0:0                          | ME 2016                              |
| 82.                          | 21.06.2016                   | Marsylia                     | Ukraina                      | Gol                          | 1:0                          | ME 2016                              |
| 83.                          | 25.06.2016                   | Saint-Étienne                | Szwajcaria                   | Gol                          | 1:1 (k. 5:4)                 | ME 2016                              |
| 84.                          | 30.06.2016                   | Marsylia                     | Portugalia                   |                              | 1:1 (k. 3:5)                 | ME 2016                              |
| 85.                          | 04.09.2016                   | Astana                       | Kazachstan                   |                              | 2:2                          | el. MŚ 2018                          |
| 86.                          | 08.10.2016                   | Warszawa                     | Dania                        |                              | 3:2                          | el. MŚ 2018                          |
| 87.                          | 11.10.2016                   | Warszawa                     | Armenia                      |                              | 2:1                          | el. MŚ 2018                          |
| 88.                          | 11.11.2016                   | Bukareszt                    | Rumunia                      |                              | 3:0                          | el. MŚ 2018                          |
| 89.                          | 14.11.2016                   | Wrocław                      | Słowenia                     |                              | 1:1                          | towarzyski                           |
| 90.                          | 26.03.2017                   | Podgorica                    | Czarnogóra                   |                              | 2:1                          | el. MŚ 2018                          |
| 91.                          | 10.06.2017                   | Warszawa                     | Rumunia                      |                              | 3:1                          | el. MŚ 2018                          |
| 92.                          | 01.09.2017                   | Kopenhaga                    | Dania                        |                              | 0:4                          | el. MŚ 2018                          |
| 93.                          | 04.09.2017                   | Warszawa                     | Kazachstan                   |                              | 3:0                          | el. MŚ 2018                          |
| 94.                          | 05.10.2017                   | Erywań                       | Armenia                      | Gol                          | 6:1                          | el. MŚ 2018                          |
| 95.                          | 08.10.2017                   | Warszawa                     | Czarnogóra                   |                              | 4:2                          | el. MŚ 2018                          |
| 96.                          | 10.11.2017                   | Warszawa                     | Urugwaj                      |                              | 0:0                          | towarzyski                           |
| 97.                          | 13.11.2017                   | Gdańsk                       | Meksyk                       |                              | 0:1                          | towarzyski                           |
| 98.                          | 08.06.2018                   | Poznań                       | Chile                        |                              | 2:2                          | towarzyski                           |
| 99.                          | 12.06.2018                   | Warszawa                     | Litwa                        | Gol                          | 4:0                          | towarzyski                           |
| 100.                         | 19.06.2018                   | Moskwa                       | Senegal                      |                              | 1:2                          | MŚ 2018                              |
| 101.                         | 07.09.2018                   | Bolonia                      | Włochy                       |                              | 1:1                          | LN 2018/2019                         |
| 102.                         | 11.09.2018                   | Wrocław                      | Irlandia                     |                              | 1:1                          | towarzyski                           |
| 103.                         | 11.10.2018                   | Chorzów                      | Portugalia                   | Gol                          | 2:3                          | LN 2018/2019                         |
| 104.                         | 14.10.2018                   | Chorzów                      | Włochy                       |                              | 0:1                          | LN 2018/2019                         |
| 105.                         | 15.11.2018                   | Gdańsk                       | Czechy                       |                              | 0:1                          | towarzyski                           |
| 106.                         | 24.03.2019                   | Warszawa                     | Łotwa                        |                              | 2:0                          | el. ME 2020                          |
| 107.                         | 06.09.2019                   | Lublana                      | Słowenia                     |                              | 0:2                          | el. ME 2020                          |
| 108.                         | 09.09.2019                   | Warszawa                     | Austria                      |                              | 0:0                          | el. ME 2020                          |
| 109.                         | 16.06.2023                   | Warszawa                     | Niemcy                       |                              | 1:0                          | towarzyski                           |

## Sukcesy

### Wisła Kraków
- Mistrzostwo Polski: 2004/2005

### Borussia Dortmund
- Mistrzostwo Niemiec: 2010/2011, 2011/2012
- Puchar Niemiec: 2011/2012
- Superpuchar Niemiec: 2008, 2013, 2014

### Indywidualne
- Piłkarski Oscar „Najlepszy Pomocnik Ekstraklasy”: 2006
- Najlepsza jedenastka Ekstraklasy w plebiscycie PZP: 2006-07
- Najlepszy Polski piłkarz w plebiscycie PZP: 2010
- Najlepszy piłkarz reprezentacji Polski: 2010
- Piłkarz roku w Plebiscycie Piłki Nożnej: 2008, 2010
- Piłkarz roku w Plebiscycie redakcji Sportu: 2008, 2010
- Piłkarz roku Borussii Dortmund: 2008
- Najlepszy polski piłkarz ME wg Przeglądu Sportowego: 2016
- Superczempion w Plebiscycie Przeglądu Sportowego: 2023[84]

## Życie prywatne

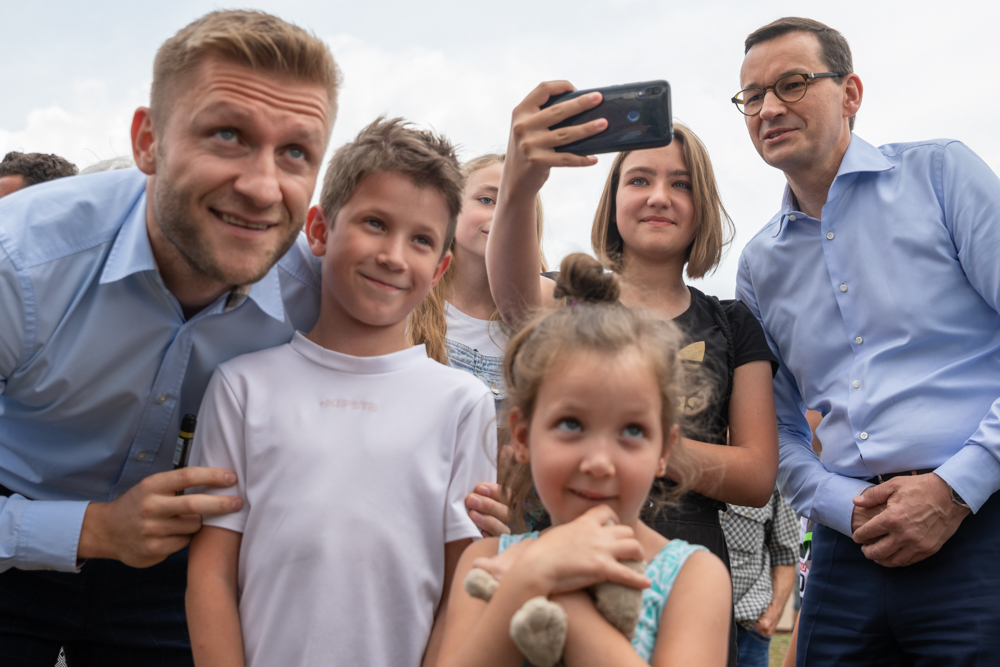
Jakub Błaszczykowski i Mateusz Morawiecki w Truskolasach (2019)

Jest synem Zygmunta i Anny Błaszczykowskich, siostrzeńcem Jerzego Brzęczka, trenera, byłego piłkarza i kapitana reprezentacji Polski, oraz kuzynem judoki Janusza Wojnarowicza. Ma starszego o trzy lata brata Dawida, który również trenował piłkę nożną, a w latach 2010–2014 był asystentem trenera Jerzego Brzęczka w Rakowie Częstochowa. Ich ojciec był nauczycielem wychowania fizycznego, a matka ekspedientką w sklepie warzywnym. W wieku 11 lat przeżył rodzinną tragedię, kiedy to jego ojciec – zmagający się w tamtym czasie z chorobą alkoholową – 13 sierpnia 1996 zamordował jego matkę. Po śmierci matki był wychowywany przez babcię Felicję Brzęczek, której w opiece pomagał również jego wujek, Jerzy Brzęczek. Zygmunt Błaszczykowski odbył zasądzoną karę pozbawienia wolności, zmarł 23 maja 2012.
21 czerwca 2010 w kościele w okolicach Ustronia ożenił się z Agatą Gołaszewską. 20 kwietnia 2011, tuż przed północą, urodziła się ich córka, Oliwia, 26 czerwca 2014 – druga córka, Lena, a 19 czerwca 2019 syn, Fabian.
W grudniu 2011 wystąpił wraz z raperem Eldo w spotach reklamowych marki sportowej Nike, która była sponsorem jego wyposażenia sportowego. W 2013 otworzył Centrum Rozrywki „Kubatura” w Opolu, którego jest właścicielem, a także stał się bohaterem piosenki „Kuba, Kuba!”, którą nagrał niemiecki raper M.I.K.I.. W 2015 wraz z dziennikarką Małgorzatą Domagalik wydał książkę autobiograficzną pt. Kuba, a w 2018 – kontynuację pt. Kuba. Dogrywka 2015–2018.
Zdał maturę w Szkole Mistrzostwa Sportowego w Krakowie. Był studentem Akademii im. Jana Długosza w Częstochowie na kierunku turystyka i rekreacja. 22 grudnia 2016 obronił pracę dyplomową kończącą studia I stopnia na tej uczelni i uzyskał tytuł licencjata.

## W kulturze
Bohater dokumentalnego filmu w reżyserii Jana Dybusa pt. Kuba, który ukazał się na platformie Prime Video 23 lutego 2024 roku. 

## Działalność społeczna

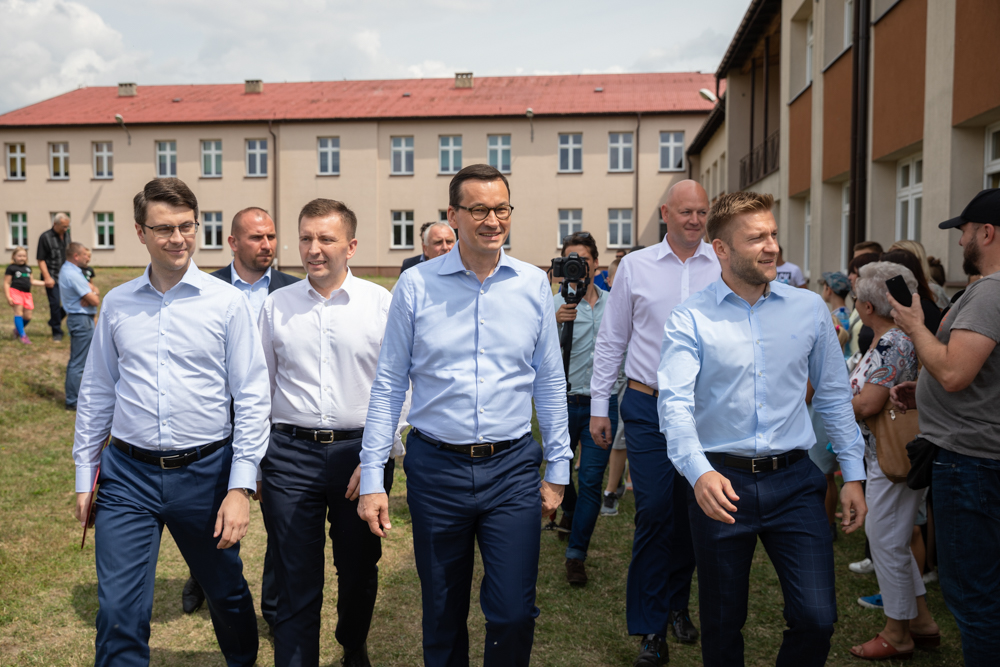
Premier Mateusz Morawiecki i Jakub Błaszczykowski (z prawej) w Truskolasach (2019)

Udziela się charytatywnie, m.in. wspiera akcje Wielkiej Orkiestry Świątecznej Pomocy i program społeczny „Szlachetna Paczka”.
Jest założycielem działającej w Opolu charytatywnej Fundacji „Ludzki Gest”, która powstała w celu pomagania dzieciom i młodym ludziom potrzebującym pomocy. Fundacja organizuje m.in. coroczny Ogólnopolski Turniej Halowy Piłki Nożnej Młodzików „Kuba Cup” w Truskolasach. Fundacja wspólnie z Kulczyk Foundation wspiera też nocne dyżury Telefonu Zaufania dla Dzieci i Młodzieży prowadzonego przez Fundację Dajemy Dzieciom Siłę. 6 stycznia 2018 fundacja otrzymała nagrodę Serce dla Sportu w Plebiscycie „Przeglądu Sportowego”. W 2022 fundacja przekazała 250 tys. zł. na pomoc dla obywateli Ukrainy po rosyjskiej inwazji w tym kraju.
W uznaniu swojej działalności dobroczynnej, 29 października 2016, został odznaczony Orderem Uśmiechu. 8 stycznia 2018 za działalność charytatywną w ramach Fundacji „Ludzki Gest” w Opolu na rzecz osób niepełnosprawnych i potrzebujących pomoc został wyróżniony Medalem Świętego Brata Alberta za rok 2017.
Został ambasadorem zorganizowanych w Krakowie Światowych Dni Młodzieży 2016 oraz odbywającego się w tym samym mieście w 2022 turnieju Ligi Mistrzów w amp futbolu.

## Odznaczenia i wyróżnienia
- Order Uśmiechu (2016)
- Tytuł Honorowego Obywatelstwa Miasta Opola (23 lutego 2017)[119]
- Tytuł Człowieka Pojednania i Pokoju 2017 roku (przyznany 18 czerwca 2017)[120]
- Medal Świętego Brata Alberta za rok 2017
- Krzyż Komandorski Orderu Odrodzenia Polski (przyznany 9 czerwca 2021)[121][122]
- Odznaka „Honoris Gratia” (2023)[123]